# Huber Ridge (Ohio)
Huber Ridge es un lugar designado por el censo del condado de Franklin, Ohio, Estados Unidos. Según el censo de 2020, tiene una población de 4940 habitantes.
En los Estados Unidos, un lugar designado por el censo (traducción literal de la frase en inglés census-designated place, CDP) es una concentración de población identificada por la Oficina del Censo exclusivamente para fines estadísticos.
La zona es, a todos los efectos prácticos, un barrio de la ciudad de Westerville, parte del área metropolitana de Columbus.

## Geografía
Está ubicado en las coordenadas 40°05′30″N 82°55′03″O / 40.09167, -82.91750 (40.091558, -82.917543). Según la Oficina del Censo de los Estados Unidos, tiene una superficie total de 2.74 km², de la cual 2.71 km² corresponden a tierra firme y 0.03 km² están cubiertos de agua.

## Demografía
Según el censo de 2020, hay 4940 personas residiendo en la zona. La densidad de población es de 1822.28 hab./km². El 73.32% de los habitantes son blancos, el 13.81% son afroamericanos, el 0.28% son amerindios, el 1.78% son asiáticos, el 0.04% son isleños del Pacífico, el 1.96% son de otras razas y el 8.81% son de una mezcla de razas. Del total de la población, el 5.12% son hispanos o latinos de cualquier raza.